# Bolam (Durham)
Bolam – wieś i civil parish w Anglii, w hrabstwie ceremonialnym Durham. Leży 22 km na południe od miasta Durham i 359 km na północ od Londynu. W 2011 roku civil parish liczyła 209 mieszkańców.